# 地球最後の日 (漫画)
『地球最後の日』（ちきゅうさいごのひ）は、西岸良平による日本の漫画短編集。

## 概要
西岸の代表作である『三丁目の夕日』とは雰囲気が大きく異なり、全体的に暗く救いのない話が多く収録されている。本田健（ほんだけん）という名の青年がたびたび主人公を務めるが、各話ごとに設定が異なるパラレルワールドとしての扱いで、星新一のショートショートに登場するエヌ氏と同じ扱いである。

## 収録作品
- 地球最後の日
- ミイラの論理
- 番茶キノコ健康法
- 死神
- 街あかり
- 海底人8823（ハヤブサ）
- 伝言
- ラーメンの味
- 勝利者
- 数学
- ダンディー
- スター
- 雨
- うなぎ
- ゆきつり初雪
- 赤い灯青い灯
- 終りなき悪夢
- 恐怖の雪男
- 全自動人間屠殺機
- 刑事物語
- 義経伝説
- 犬たちの午後
- 少年記

## コミック
- 1978年7月15日 - 双葉社より、アクションコミックスのレーベルで刊行。
- 1990年11月12日 - A5判サイズにて再刊行される。
- 2006年11月6日 - 西岸良平名作劇場『地球最後の日』として、コンビニコミック形式で再刊行される。